# 全运路站
全运路站位于辽宁省沈阳市浑南区，是沈阳地铁2号线的车站，于2011年12月30日随二号线首通段启用。本站在2011年12月30日至2023年9月28日期间曾为二号线的南端终点站。
因本站位于上深沟地区，本站在规划和建设时曾命名为“上深沟站”，后因车站距离最初规划的全运路距离较近而改为现名。但随着全运村地区规划的后期改动，现今的全运路距离本站较远，而车站门前的道路也被更改为“全运站路”以免与全运路混淆。
本站以南设有浑南车辆段，为二号线部分列车提供停车和维修服务，如列车需要返回浑南车辆段，需要在本站清客，经由联络线驶入车辆段。

## 车站结构

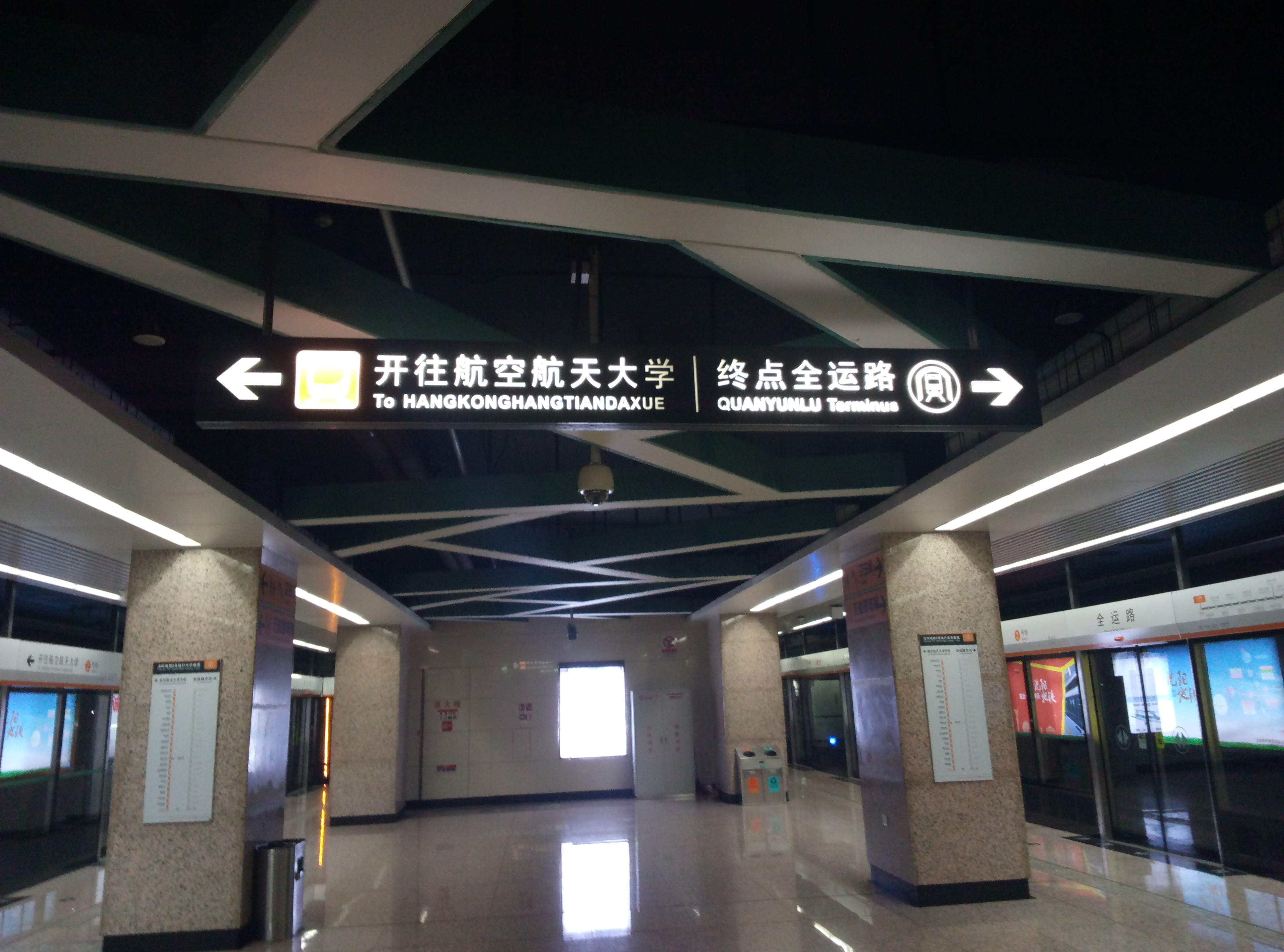
全运路站站台

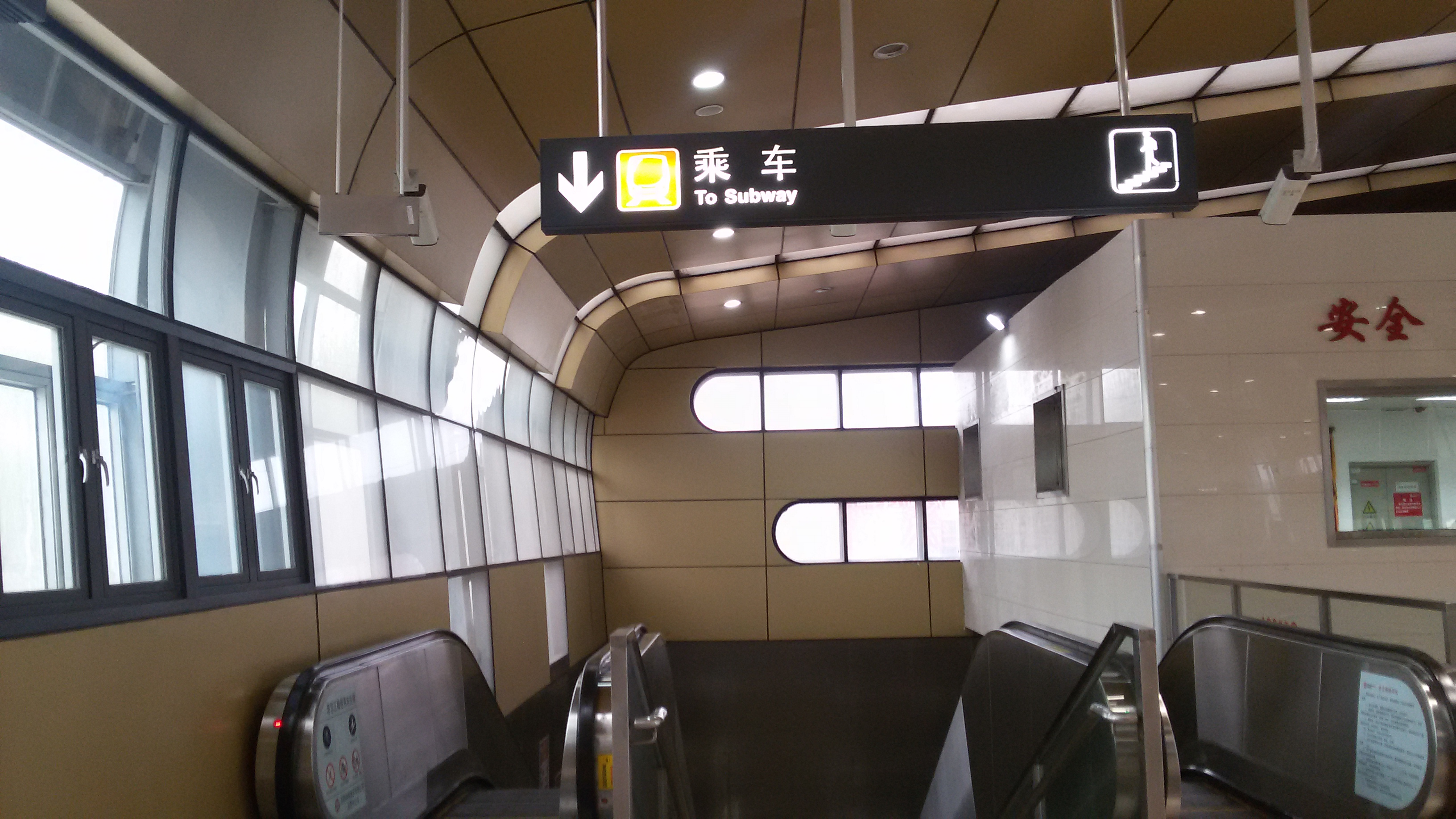
全运路站站厅往站台电梯口

全运路站车站主体结构为单层双柱三跨岛式站台车站，站厅位于地面1层，站台则位于B1层。车站总长272.691米，总建筑面积为7757.39平方米。车站施工采用明挖法。地下车站的顶板大约距离地面1.5米左右，已完成的站台长度为118米，车站标准段总宽20.5米，有效站台宽度达12米。本站共设出入口2个。
本站站后设置有折返线，曾供2号线列车折返使用。现时本站为2号线的早班车发车站点之一，每日早间5:30将发出开往蒲田路站方向的首班车。
| 1层               | 出入口 站厅 | 出入口、乘客服务中心、自动售票机、自动售货机、安检                                                              |
| B1层              | 站台        | \| \| \| █ 2号线往蒲田路（白塔河路） \| \| 島式 · 開左邊车门 \| \| \| \| \| \| █ 2号线往桃仙机场（沈本大街） \| |
|                   |             | █ 2号线往蒲田路（白塔河路）                                                                                     |
| 島式 · 開左邊车门 |             | |
|                   |             | █ 2号线往桃仙机场（沈本大街）                                                                                   |

### 车站出口
车站设置2个出入口，均在沈丹高速公路的北侧。
因本站所有出入口与站厅层同样位于1层，可通过站台至站厅的无障碍电梯直达地面层，因此本站不设置非付费区的无障碍电梯，这也是沈阳地铁为数不多不设置且未规划非付费区无障碍电梯的车站。现时，站外有坡道连接本站出入口以方便特殊乘客出行。
| 出口编号 | 出口指示 | 建议前往的目的地   |
| -------- | -------- | ------------------ |
| 出口 · A |          | 全运站路           |
| 出口 · B |          | 全运站路、花卉基地 |

## 利用状况
本站主体建筑附近除花卉基地外没有住宅区，且无公共交通接驳，因此使用车站的乘客大部分是车站工作人员或内部员工，普通乘客极少。

## 接驳交通
沿全运站路向东北行走约1.9km至营城子大街后，可到达博荣水立方站：146路、388路、389路、395路，也可沿西侧无名小路走到双深路，再沿双深路向西南走到沈本大街后（共需行走约1.2km），换乘有轨电车1号线。

## 歷史
- 2011年12月30日 - 本站随2号线开通启用。